# Biblioteca de la Universidad de Aalto
La Biblioteca de la Universidad de Aalto (en finés: Aalto-yliopiston kirjasto) es una unidad de servicio de la Universidad de Aalto en Finlandia. La biblioteca es una organización de servicios científicos accesible para el uso de todos. Brinda apoyo a la investigación, la educación, el estudio y las actividades artísticas de la universidad. La biblioteca de la Universidad de Aalto fue establecida el 1 de enero de 2010, mediante la fusión de las bibliotecas de la universidad de tecnología de Helsinki, la Escuela de economía de Helsinki y la Universidad de Arte y Diseño de Helsinki.
La biblioteca de la universidad de Aalto consta de tres campus de bibliotecas: la Biblioteca del campus Arabia , la biblioteca del campus Otaniemi y la Biblioteca del campus Töölö.